# Nova Hanôver
Nova Hanôver ou Lavongai é uma ilha do arquipélago de Bismarck, na Papua-Nova Guiné. Situa-se no mar de Bismarck, é de origem vulcânica e recebeu o seu nome em 1767, dado pelo navegador inglês Philip Carteret.
Pertence à província da Nova Irlanda. Tem 1190 km2 de área, com 60 km de comprimento por 30 km de largura máxima. Está integrada na região com o fuso horário UTC+10.